# بندر پل
بندر پل (همچنین پُهل) شهری در بخش مرکزی شهرستان خمیر در استان هرمزگان ایران است.
این روستا پس از ادغام با روستای پل انگور، در تاریخ ۵ اسفند ۱۳۹۷ به شهر ارتقا یافت.

## جمعیت
بر پایه سرشماری عمومی نفوس و مسکن در سال ۱۳۹۵، جمعیت این روستا برابر با ۵٬۹۴۳ نفر (۱٬۶۹۲ خانوار) بوده‌است.